# Hélène Goudin
Helene (Hélène) Claire Goudin, född 25 november 1956 i Belgien, var en svensk grundskollärare som mellan 2004 och 2009 var EU-parlamentariker för Junilistan. Hon betecknar sig också som socialdemokrat.
Goudin är engagerad i jaktfrågor. Hennes varning kort före EU-valet 2004 i tidningen Svensk Jakt om att EU vill införa hårdare jaktlagar i Sverige anses vara en orsak till Junilistans succé.
Goudin är änka och har tre söner (Charles Goudin, Jacques Goudin och Grim Goudin). Hon bor i Piteå. Hon talar franska, spanska och engelska.